# Bee Branch Creek (Iowa)
Das Bee Branch Creek ist ein Fluss in Dubuque, Iowa. Er mündet in den Mississippi. Es ist viele Male überflutet worden, also hat die Stadt es modifiziert.